# Multiwellenlängen-Astronomie
Unter Multiwellenlängen-Astronomie (engl. multiwavelength astronomy) versteht man die Kombination der Ergebnisse astronomischer Beobachtungsmethoden aus mehreren verschiedenen Wellenlängenbereiche des elektromagnetischen Spektrums. Dabei werden Daten aus allen Bereichen der Beobachtenden Astronomie, wie Radioastronomie, Radarastronomie, Infrarotastronomie, Visuelle Astronomie, Ultraviolettastronomie, Röntgenastronomie und Gammaastronomie analysiert und ausgewertet.
Für Multiwellenlängen-Beobachtungskampagnen, wie z. B. das Great Observatories Origins Deep Survey, werden boden-, luft- und auch weltraumgestützte Teleskope eingesetzt. Werden astronomische Instrumente an verschiedenen Standorten eingesetzt um ein Objekt zu untersuchen, wird dies auch als "Multi-Site"-Beobachtungskampagne bezeichnet.
2009 wurde in Japan das Multi-Frequenz und Multi-Site SETI-Forschungsprojekt SAZANKA durchgeführt. Dabei wurden 12 Radio- und 26 optische Teleskope eingesetzt.
Auch für Followup-Beobachtungen in der Gravitationswellenastronomie und Neutrinoastronomie werden Multiwellenlängenprojekte von Bedeutung sein.